# سندرال
سندرال (به انگلیسی: Sandral) یک روستا در پاکستان است که در ناحیه خوشاب واقع شده‌است.